# Spermophaga ruficapilla
Spermophaga ruficapilla là một loài chim trong họ Estrildidae.